# ランドスケイプ (バンド)
ランドスケイプ (Landscape) は、イングランドのシンセポップ・バンドで、1981年のヒット曲「アインシュタイン・ア・ゴーゴー (Einstein a Go-Go)」と「ノーマン・ベイツ (Norman Bates)」によって最もよく知られている。1975年にロンドンで結成された。このバンドは、1970年代半ばから後半にかけて、定期的にツアーをおこない、ロック、パンク、ジャズを演奏した。このバンドは、2枚のインストゥルメンタルのEP盤を、自前のレーベルであるイベント・ホライズン (Event Horizon) で制作して発表していた。彼らは、1970年代の遅い時期から1980年代初めにかけて、コンピュータ・プログラムによる音楽や電子ドラムの実験を始めており、登場しつつあったシンセポップのジャンルでレコードを作っていた。

## 結成
ランドスケイプは、リチャード・ジェームズ・バージェス（ドラムス、コンピュータ・プログラミング、シンセサイザー、ボーカル）、クリストファー・ヒートン (Christopher Heaton)（キーボード・シンセサイザー、ピアノ、ボーカル）、アンディ・パスク（フレッテッドベース、フレットレスベース、ベース・シンセサイザー、ボーカル）、ピーター・トムス（トロンボーン、エレクトリック・トロンボーン、ボーカル）、ジョン・L・ウォルターズ（リリコン、ソプラノ・サックス、アルト・フルート、コンピュータ・プログラミング、シンセサイザー、ボーカル）によって結成された。バンド結成に続いて、ライブ演奏やツアー、インディーズ・レーベルのイベント・ホライズンの立ち上げが行われ、このレーベルから2枚のEP盤がリリースされた。その後、RCAレコードとの契約を経て、デビュー作となるスタジオ・アルバム『ランドスケイプ (Landscape)』が1979年にリリースされた。これに続いた、1981年に次のスタジオ・アルバム『火星のティー・ルームより... (From the Tea-rooms of Mars ....)』には、全英シングルチャートの5位に入るヒットとなった「アインシュタイン・ア・ゴーゴー」と「ノーマン・ベイツ」が収録された。彼らの3枚目のスタジオ・アルバムは1982年の『マンハッタン・ブギ・ウギ (Manhattan Boogie-Woogie)』。このアルバムのリリース後、ヒートンとトムスはバンドを脱退した。

## ランドスケイプ III
ランドスケイプにとって、3枚目にして最後のスタジオ・アルバムとなった『マンハッタン・ブギ・ウギ』のリリース後、バンドは、バージェス、パスク、ウォルターズのトリオ編成となった。バンド名は、ランドスケイプ III (Landscape III) と改められ、メンバーたちはシングル盤「So Good, So Pure, So Kind」と「You Know How to Hurt Me」をリリースした。このトリオは、1984年に解散し、メンバーたちはその後別々のキャリアを歩むことになった。

## 後年のキャリア
バージェス、ヒートン、ウォルターズは、それぞれ音楽プロデュースの仕事に進んだ。ウォルターズは、1992年にローレンス・アストン (Laurence Aston) とともに、CDジャーナル『Unknown Public』の共同創刊者となり、執筆者、編集者として幅広く活動した。彼は1999年以降には『Eye』の編集者となり、2008年からは、共同所有者となった。パスクは、スタジオ・ミュージシャンとして働き、ITVの長寿番組『The Bill』の主題歌を共作した。トムスは後に、トーマス・ドルビーの2枚目のスタジオ・アルバム『地平球 (The Flat Earth)』（1984年）に参加し、この年のドルビーのツアーにも参加してトロンボーンを演奏した。彼はまた、音楽家ユニオンのイギリス本部のスタッフも務めた。

## ディスコグラフィ

### スタジオ・アルバム
| 年   | アルバム                                                      | UK | レーベル |
| ---- | ------------------------------------------------------------- | -- | -------- |
| 1979 | ランドスケイプ / Landscape                                    | –  | RCA      |
| 1981 | 火星のティー・ルームより... / From the Tea-rooms of Mars .... | 13 | RCA      |
| 1982 | マンハッタン・ブギ・ウギ / Manhattan Boogie-Woogie            | –  | RCA      |

### シングル
| 年   | シングル                                       | UK |
| ---- | ---------------------------------------------- | -- |
| 1979 | "Japan"                                        | –  |
| 1979 | "Sonja Henie"                                  | –  |
| 1980 | "European Man"                                 | –  |
| 1981 | "Einstein a Go-Go"                             | 5  |
| 1981 | "Norman Bates"                                 | 40 |
| 1981 | "European Man" (reissue)                       | 76 |
| 1982 | "Eastern Girls"                                | –  |
| 1982 | "It's Not My Real Name"                        | –  |
| 1983 | "So Good, So Pure, So Kind" as 'Landscape III' | 96 |
| 1983 | "You Know How to Hurt Me" as 'Landscape III'   | –  |

### EP盤
- "U2XME1X2MUCH" / "Don't Gimme No Rebop" / "Sixteen" (1977) 33⅓ rpm 7" *
- "Workers Playtime" / "Nearly Normal" / "Too Many Questions (Don't Ask Me Why)" (1978) 33⅓ rpm 7"

* "U2XME1X2MUCH" は、 "You two-timed me one time too much" の略記。
いずれのEP盤も、ランドスケイプ自身のレーベルであるイベント・ホライゾンから発売された。

### カセット・アルバム
- 1975: Thursday the 12th, Jaguar JS5

「ジョン・ウォルターズ・ランドスケイプ (John Walters’ Landscape)」名義によるこのアルバムは、ゴードン・ベックのカセット専門レーベルであるジャガー (Jaguar) からリリースされた。

### ラジオ・セッション・トラック
- "Kaptin Whorlix"
- "Gotham City"
- "Lost in the Small Ads"
- "Workers' Playtime"

1978年4月のジョン・ピールのラジオ番組『Peel Session』のために録音されたもの。